# 東洋電機カラーテレビ事件
東洋電機カラーテレビ事件（とうようでんきカラーテレビじけん）とは、電機製品メーカーが「安価なカラーテレビを開発した」と発表した内容をめぐって信憑性への疑問から株価操作が疑われ、のちにその計画を撤回して世間の非難を浴びた事件、ならびに事件について株主総会での追及を避けるためにメーカー側が二度にわたって総会屋に協力を依頼したことが当時の商法違反となるかどうかが争われた事件である。
なお、「開発した」とされたカラーテレビは、実際には存在しなかったことが判明している。

## 起訴にいたるまでの経緯
電機製品メーカーである東洋電機製造は1961年、発明家を名乗る人物からカラーテレビを安価に製造できる電子管を開発したという提案を受け、この人物を嘱託として採用し、またこれが成功した場合には家電製品への進出ができて事業拡大の機会となることもあり、研究開発に当たらせた。
同社はもともと鉄道車両の電装部品が主体のメーカーであり、これまで家電製品には一切手掛けてなかったため、テレビの開発に当たっているという噂にも同社の首脳はそれを否定していた一方で、この噂が出てから同社の株価は上昇を続けていた。
その矢先の6月20日に同社は「10万円で発売予定のカラーテレビの試作品を発表する」と公表する。前言を翻す形での宣言に株式市場は大いに沸いたが、一方であまりに唐突な方向転換に株価操作を疑うメディアも現れた。
6月28日に公開された試作品には「東芝製のテレビに細工を加えたものではないか」という声があがり、株価は下落する。それからちょうど1か月後の株主総会はカラーテレビの真偽をめぐって紛糾したが、数人の総会屋の発言によりおおむね会社側の主導する形で終始し、議案であった役員改選は予定通りおこなわれた。
しかし、10月になって東洋電機製造は発明家を名乗る人物との嘱託契約を突如解除し、カラーテレビ製造は立ち消えとなり、家電製品への進出も事実上断念することとなった。
その後11月28日には社長が辞任し、メディアにおいては、カラーテレビが虚偽であったことを事実上認めたという論調が多数を占め、翌年1月の株主総会は経営陣の責任問題で紛糾することが予想されていた。
1962年1月20日、東洋電機製造は警視庁捜査2課によって家宅捜索を受ける。その10日後に開かれた株主総会では予想通り会社側の責任を追及する声があがったが、数人の総会屋が会社側に有利な発言をすることで議事はほぼ会社側の予定通りに進められた。
3月、株価操作を狙った証券取引法違反の容疑で、同社の取締役・勤労部長と総会屋2人が逮捕された。この捜査の過程で、東洋電機製造が発表した試作品はやはり東芝のテレビを流用したもので、研究開発の実体がほとんどなかったこと、嘱託とした人物は以前にも同様の手口で詐欺まがいの売り込みを他の企業におこなっていたことが明らかにされた。この人物については詐欺容疑で逮捕起訴され、懲役2年が確定している。
その後の調べで、株価操作に関しては立件が見送られ、最終的には株主総会を円滑に進めるために、会社側が総会屋とともに株主権を濫用して他の株主の発言や議決権の行使を妨害したことが、当時の商法494条
| 「 | 株主総会における発言または議決権の行使、その他株主または社債権者の所定の権利の行使に関して不正の請託を受けて財産上の利益を収受し、要求もしくは約束した者、または、このような利益を収受し、要求もしくは約束した者は1年以下の懲役または50万円以下の罰金に処すること | 」 |

に定める「不正の請託」に該当するとして起訴された。

## 商法違反に対する司法判断
東京地方裁判所の第一審は、議場を荒らす「総会荒らし」と議事運営を円滑にする「総会屋」を区別したうえで、会社の議案が通るような議事運営を図るように総会屋に頼んだのは不正の請託に当たらない、として全員無罪と判決した。判決に対し検察側は控訴した。
東京高等裁判所の第二審は、1967年10月、原審を取り消して全員有罪とした。被告側は上告。
最高裁判所は、1969年10月、「経営上の不正や失策に対する追及を逃れるために総会屋に株主権の濫用をすることにより他の株主の発言や議決権の行使を妨害するように依頼したのは『不正の請託』である」との判断を示した。それまでこの条文の運用に際しては「不正の請託」や「財産上の利益」の要件を限定的に捉えることが多く、本件は「不正の請託」を認めた数少ない判例となった。最高裁はこの事由をもって上告を棄却し有罪が確定した。
その後、1981年に商法が改正され、「不正の請託」であるかないかを問わず、株主の権利行使に関して会社の財産を支出した時点で刑事罰の対象とすることとなった。